# السراخية (الفلاحية)
السراخية (بالفارسية:روستای سراخیه)، هي إحدى القری التابعة لريف سالمي في قسم خنافره من مقاطعة الفلاحية، في محافظة محافظة خوزستان الإيرانية.

## السكان
- حسب إحصاءات سنة 2006، بلغ إجمالي السكان في هذه القرية 515 نسمة موزعين على 74 مسكن.[1]

## وصلات خارجية
- محافظة خوزستان